# Welsh Cup 1889-90
Welsh Cup 1889–90 var den 13. udgave af Welsh Cup, og turneringen havde deltagelse af 26 hold. Finalen blev afviklet den 19. april 1890 på Racecourse Ground i Wrexham, hvor Chirk AAA FC vandt 1-0 over Wrexham AFC. Dermed sikrede Chirk AAA FC sig sin tredje triumf i Welsh Cup.

## Resultater

### Første runde
26 hold spillede om 14 pladser i anden runde. To hold, Portmadoc FC og Crewe Alexandra Reserves, var oversiddere og gik derfor videre til anden runde uden kamp.
| Dato | Kamp                                                  | Res.  | Spillested |
| ---- | ----------------------------------------------------- | ----- | ---------- |
|      | Chirk AAA FC – Oswestry FC                            | 1–0   |            |
|      | Colwyn Bay FC – St Asaph Wanderers FC                 | 15–00 |            |
|      | Druids FC – Wynnstay FC                               | 4–0   |            |
|      | Gloddaeth Llandudno FC – St Asaph FC                  | 10–00 |            |
|      | Hartford & Davenham United FC – Northwich Victoria FC | 2–0   |            |
|      | Newtown AFC – Builth FC                               | 1–0   |            |
|      | Over Wanderers FC – Mold Alexandra FC                 | 4–3   |            |
|      | Rhosllanerchrugog FC – Overton FC                     | 1–2   | Johnstown  |
|      | Rhostyllen Victoria FC – Vale of Llangollen FC        | 8–1   |            |
|      | Rhyl FC – Bangor FC                                   | 4–6   |            |
|      | Shrewsbury Town FC – Aberdare FC                      | 15–00 |            |
|      | Wrexham AFC – Nantwich FC                             | w.o.  |            |

### Anden runde
14 hold spillede om otte ledige pladser i kvartfinalerne. To hold, Shrewsbury Town FC og Newtown AFC, var oversidder og gik derfor videre til kvartfinalerne uden kamp.
| Dato         | Kamp                                                        | Res.   | Spillested |
| ------------ | ----------------------------------------------------------- | ------ | ---------- |
|              | Bangor FC – Gloddaeth Llandudno FC                          | 4–0    |            |
|              | Crewe Alexandra FC Reserves – Hartford & Davenham United FC | [0]5–0 |            |
|              | Druids FC – Chirk AAA FC                                    | 1–3    |            |
|              | Portmadoc FC – Colwyn Bay FC                                | 1–0    |            |
|              | Rhostyllen Victoria FC – Overton FC                         | 3–0    |            |
|              | Westminster Rovers FC – Wrexham AFC                         | 1–1    |            |
| Omkamp       |                                                             |        |            |
|              | Westminster Rovers FC – Wrexham AFC                         | 1–1    |            |
| Anden omkamp |                                                             |        |            |
|              | Westminster Rovers FC – Wrexham AFC                         | 0–1    |            |

### Kvartfinaler
De otte hold, der var gået videre fra kvartfinalerne, spillede om fire ledige pladser i semifinalerne.
| Dato | Kamp                                        | Res. | Spillested |
| ---- | ------------------------------------------- | ---- | ---------- |
|      | Bangor FC – Portmadoc FC                    | 9–0  |            |
|      | Chirk AAA FC – Rhostyllen Victoria FC       | 7–1  |            |
|      | Newtown AFC – Shrewsbury Town FC            | 4–0  |            |
|      | Wrexham AFC – Hartford & Davenham United FC | 2–1  |            |

### Semifinaler
Semifinalerne blev spillet på neutral bane.
| Dato | Kamp                       | Res. | Spillested |
| ---- | -------------------------- | ---- | ---------- |
|      | Chirk AAA FC – Newtown AFC | 3–2  | Oswestry   |
|      | Wrexham AFC – Bangor FC    | 3–1  | Chester    |

### Finale
| Dato  | Kamp                       | Res. | Tilskuere | Spillested                 |
| ----- | -------------------------- | ---- | --------- | -------------------------- |
| 22.4. | Wrexham AFC – Chirk AAA FC | 0–1  | 3.500     | Racecourse Ground, Wrexham |